# Воля-Бартатовская
Воля-Бартатовская (укр. Воля-Бартатівська) — село в Городокской городской общине Львовского района Львовской области Украины.
Население по переписи 2001 года составляло 96 человек. Почтовый индекс — 81551. Телефонный код — 3231.